# Melissa Ruscoe
Melissa Ruscoe, née le 15 décembre 1976, est une joueuse néo-zélandaise de rugby à XV, de 1,76 m pour 78 kg, occupant le poste de troisième ligne aile (n°6 ou 7) pour l'équipe de province de Canterbury et en sélection nationale pour l'équipe de Nouvelle-Zélande.
En 2005, elle conduit Canterbury à la place de finaliste du championnat. Elle est élue Joueuse de l'année 2005 en Nouvelle-Zélande.
Elle a fait ses débuts internationaux en 2004.
Elle remporte la Coupe du monde féminine de rugby à XV 2006 disputée du 31 août au 17 septembre 2006 et elle dispute 5 matchs (4 titularisations, 3 essais, 1 transformation).
Elle a également été capitaine de l'Équipe de Nouvelle-Zélande féminine de football, avec qui, entre 1994 et 2000, elle dispute 23 matches et marque 2 buts.

## Parcours
- province de Canterbury 2003-2006  Nouvelle-Zélande

## Palmarès
(Au 15/08/2006)
- 8 sélections en équipe de Nouvelle-Zélande.
- 15 points
- Championne du monde en 2006.